# Allotrochosina
Allotrochosina Roewer, 1960 è un genere di ragni appartenente alla famiglia Lycosidae.

## Distribuzione
Le 3 specie note di questo genere sono state reperite in Oceania.

## Tassonomia
Questo genere è ritenuto sinonimo posteriore di Trochosa C.L. Koch, 1847, a seguito di uno studio dell'entomologo Guy del 1966 su alcuni esemplari dell'ex-genere Trochosina, e dall'aracnologo McKay a seguito di un suo lavoro (1979e); il genere è stato rivalidato come a sé stante da un successivo studio di Vink del 2001.
Non sono stati esaminati esemplari di questo genere dal 2008.
Attualmente, a luglio 2016, si compone di 3 specie:
1. Allotrochosina karri Vink, 2001 — Australia Occidentale
2. Allotrochosina schauinslandi (Simon, 1899)[2] — Nuova Zelanda, isole Chatham
3. Allotrochosina walesiana Framenau, 2008 — Nuovo Galles del Sud